# Sekcja (rewolucja francuska)
Sekcja (fr. section) - jednostka administracyjna Paryża w czasie rewolucji francuskiej, od 1790 do 1795. 
Sekcje powstały 21 maja 1790, zastępując wcześniejsze dystrykty w liczbie 60. Łącznie Zgromadzenie Narodowe wyznaczyło 48 sekcji, na czele których miał stać obieralny Komitet Cywilny. Składał się on z 16 członków, do których w późniejszych etapie rewolucji (w połowie 1792) dołączyły osoby pełniące funkcję łączników sekcji z Komuną Paryża (łącznie 52 osoby). Każda sekcja była również zobligowana do utrzymywania własnej ochotniczej jednostki zbrojnej, a od 21 marca 1793 także lokalnego komitetu rewolucyjnego. 
Od obalenia monarchii 10 sierpnia 1792 do połowy roku 1794 sekcje prowadziły tzw. permanentne obrady, co oznaczało regularne, codzienne spotkania aktywnie zaangażowanych w politykę mieszkańców sekcji, dyskusje na tematy polityczne oraz wydawanie rezolucji związanych z bieżącymi wydarzeniami. Działalność ta była w dużej mierze spontaniczna, czy wręcz nie zawsze zgodna z aktualną polityką rządu (na ogół bardziej od niej radykalna). Najbardziej znani działacze sekcji często stawali się przywódcami sankiulockimi i mogli wywierać realny nacisk na rząd w imieniu zrzeszonych w sekcjach obywateli. 
Od 21 marca 1793 sekcje zyskały dodatkowe kompetencje w postaci kontroli cudzoziemców zamieszkałych na ich terenie, a następnie, po uchwaleniu dekretu o podejrzanych - także kontroli postawy obywatelskiej swoich członków. Przedstawiciele komitetów rewolucyjnych każdej sekcji mogli wydawać nakazy aresztowania, wskazywać Komitetowi Bezpieczeństwa Powszechnego osoby uznane za przeciwników rewolucji, a obywatelom aktywnie w nią zaangażowanym wydawać stosowne świadectwa, które od połowy roku 1793 stały się dokumentem niezbędnym do podjęcia pracy czy osiedlenia się na stałe w Paryżu. 
Każda sekcja była również zobowiązana do partycypacji w tworzeniu ochotniczych sił zbrojnych Paryża - oddziały z sześciu sąsiadujących ze sobą sekcji tworzyły legion. Obywatele sami wybierali swojego dowódcę oraz jego zastępcę i adiutanta. W zależności od liczebności danej sekcji wystawiane były oddziały liczące od 100 do 130 osób. Również działalność oddziałów sekcyjnych miała charakter spontaniczny i ściśle wiązała się z bieżącymi wydarzeniami: sekcje i ich oddziały przesądziły o przebiegu wydarzeń 10 sierpnia 1792, gdy upadła monarchia, 2 czerwca 1793, gdy odsunięci od władzy zostali żyrondyści, jak i w dniu przewrotu thermidoriańskiego. 
Instytucja sekcji została zniesiona w czasach Dyrektoriatu. 